# Svetislav Stefanović (politik)
Svetislav Stefanović - Ćeća (srbsko Светислав Стефановић), srbski general, * 8. april 1910, † 9. januar 1980.

## Življenjepis
Leta 1928 je vstopil v KPJ. Med letoma 1930 in 1933 je študiral na Komunistični univerzi narodnih manjšin zahoda. Do druge svetovne vojne je bil inštruktor CK SKOJ.
Leta 1941 je vstopil v NOVJ; med vojno je bil na različnih partijsko-političnih položajih.
Po vojni je bil (za Rankovićem) minister za notranje zadeve SFRJ, član ZIS, predsednik odbora ZIS za notranjo politiko ... 
Zaradi zlorab Udbe je bil julija 1966 skupaj z Aleksandrom Rankovićem (kot drugi najvišji funkcionar poleg njega) izključen iz CK ZKJ in ZKJ ter odstranjen iz vseh partijsko-političnih položajev.